# Comuna Limna, Turka
Limna (în ucraineană Лімна) este o comună în raionul Turka, regiunea Liov, Ucraina, formată din satele Berejok, Jukotîn și Limna (reședința).

## Demografie
Componența lingvistică a comunei Limna
     Ucraineană (99,91%)
     Alte limbi (0,09%)
Conform recensământului din 2001, majoritatea populației comunei Limna era vorbitoare de ucraineană (99,91%), existând în minoritate și vorbitori de alte limbi.